# 리퍼블릭 F-84 썬더제트
리퍼블릭 F-84 썬더제트(Republic F-84 Thunderjet)는 최대이륙중량 10톤으로 1947년에 실전배치된 미국 공군의 전투기이다.

## 한국전쟁

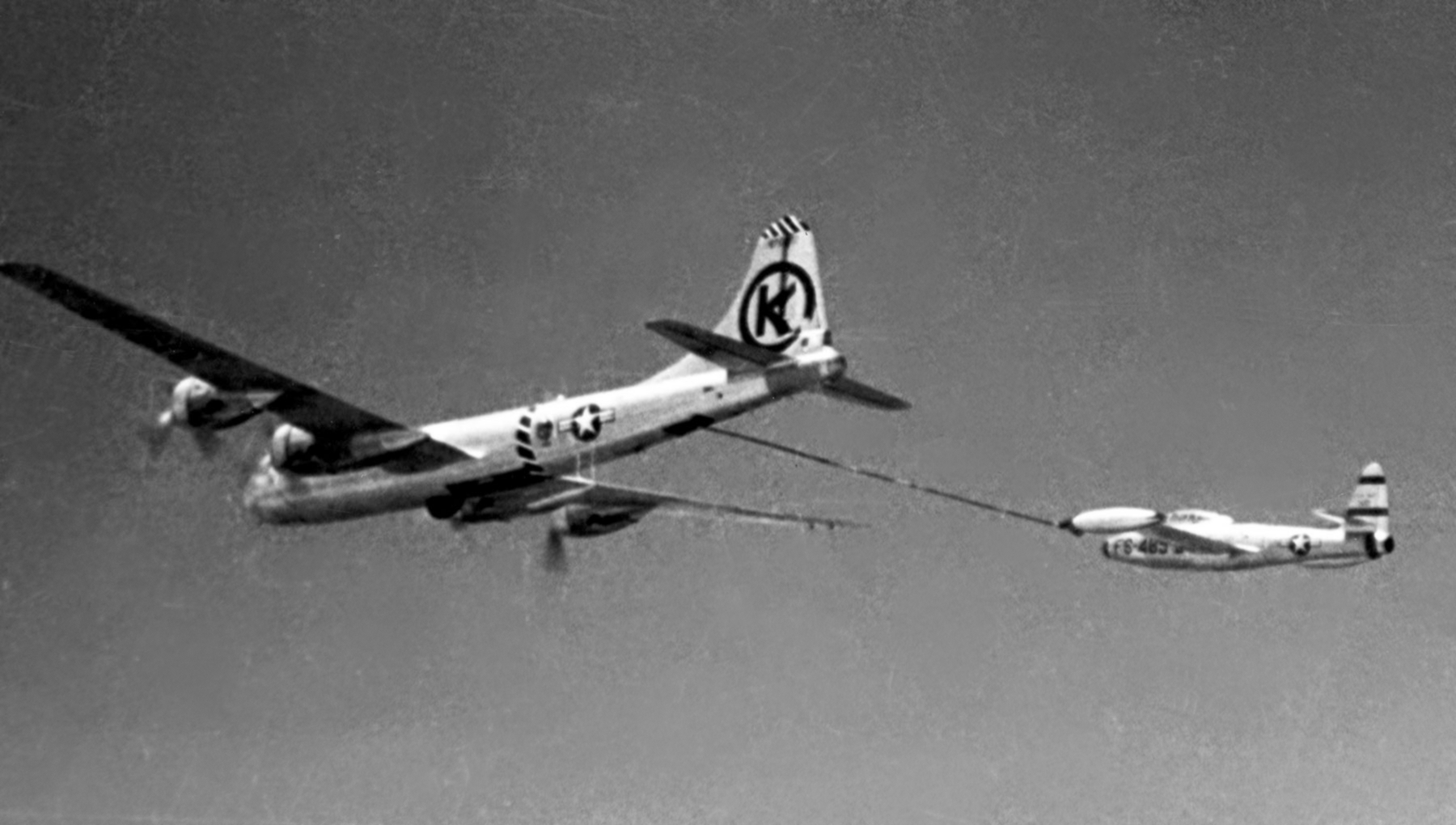
한국전쟁 당시 KB-29 공중급유기가 F-84E 전투기에 공중급유중이다. F-84E은 꼬리날개 부분의 연료탱크에만 공중급유가 가능하다.

썬더제트는 한국전쟁에서 활약하였다. 비록 F-84B와 F-84C는 J35 엔진의 수명이 40시간 밖에 되지 않아서 투입되지 못했지만, F-84D와 F-84E는 1950년 12월 7일 제27 에스코트 그룹에 편제되어 참전했다. 썬더제트는 처음에는 B-29 슈퍼포트리스 폭격기를 에스코트하는 임무에 투입되었다. 1951년 1월 21일 2대의 썬더제트가 최초의 공대공 승리를 기록했다. 썬더제트는 모두 86,408회 임무에 투입되었으며, 55,586 톤의 폭탄과 6,129 톤의 네이팜탄을 투하했다. 미국 공군은 썬더제트가 한국전쟁 기간 동안 파괴된 지상 목표물의 60%를 폭격했다고 주장한다. 공대공 전투에서, 썬더제트가 8대 격추될 동안 미그 15는 64대를 격추하였다. 한국전쟁 기간 동안 모두 335대의 F-84D, F-84E, F-84G 모델이 격추되었다. 썬더제트는 한국전쟁에서 최초로 공중급유가 가능한 전투기였다.

## 수풍댐 공격
한국전쟁에서 유명한 썬더제트 작전은 1952년 수풍댐 공격이다. 수풍댐 평안북도 삭주군과 중국 지린성 단둥시에 걸쳐 있는 댐으로, 태평양 전쟁 중이던 1944년 3월 준공되었으며, 발전능력 60만 킬로와트로 당시 아시아 최대의 댐이었다. 신의주시로부터 80km 정도 떨어져 있다. 제2차 세계 대전 중이던 1945년 8월 9일에는 7기의 발전기 가운데 5기가 소련에 약탈당했으며, 약탈된 발전기는 카자흐스탄 이르티시 강 상류에 세워진 댐에 놓여져 있다. 한국 전쟁 중에는 미국 공군 F-84 썬더제트의 공격을 받았으나 댐 구조가 견고해서 붕괴 위기를 면했다. 휴전 이후 조선민주주의인민공화국은 발전 능력을 늘려 재건했으며, 준공된 지 60년 넘게 지난 현재까지도 수풍댐은 커다란 보수 공사 없이 계속 전력을 생산하기 때문에 조선민주주의인민공화국의 중요한 에너지원 가운데 하나이다.

## 곡예비행팀
F-84E 썬더제트는 1950년부터 1955년까지 미국 공군의 스카이블레이저 곡예비행팀에 사용되었다.

## 핵폭탄
썬더제트는 무게 764 kg (1680 lb), 폭발력 8-61 kt인 마크 7 핵폭탄 1발을 장착할 수 있다. 마크 7 핵폭탄은 미국 공군 최초의 전술 핵폭탄이다.

## 제공호
2013년 기준으로 한국 공군이 사용중인 제공호는 최대이륙중량 11톤, F-50은 최대이륙중량 13톤이다. 리퍼블릭 F-84 썬더제트는 최대이륙중량 10톤, 리퍼블릭 F-84F 썬더스트릭은 최대이륙중량 12톤으로, 오늘날 제공호, F-50과 무게가 거의 같다. 군용 비행기는 최대무장을 한 최대이륙중량, 군함은 최대무장을 한 만재배수량이 무기성능의 핵심 기준이다. 보통 군함의 경우에는 정확한 만재배수량이 군사비밀로 되어 있고, 대략의 만재배수량만 공표된다.

## 제원 (F-84G 썬더제트)
정보의 출처: Encyclopedia of US Air Force Aircraft and Missile Systems
일반 특성
- 승무원: 1
- 길이: 38 ft 1 in (11.60 m)
- 날개폭: 36 ft 5 in (11.10 m)
- 높이: 12 ft 7 in (3.84 m)
- 날개면적: 260 ft² (24 m²)
- 공허중량: 11,470 lb (5,200 kg)
- 탑재중량: 18,080 lb (8,200 kg)
- 최대이륙중량: 23,340 lb (10,590 kg)
- 엔진: 1× Allison J35-A-29 turbojet, 5,560 lbf (24.7 kN)

성능
- 최대속도: 622 mph (540 kn, 1,000 km/h)
- 순항속도: 475 mph (413 kn, 770 km/h)
- 항속거리: 1,000 mi (870 nmi, 1,600 km) combat
- 최대항속거리: 2,000 mi (1,700 nmi, 3,200 km) with external tanks
- 상승한도: 40,500 ft (12,350 m)
- 상승률: 3,765 ft/min (19.1 m/s)
- 날개하중: 70 lb/ft² (342 kg/m²)
- 추력대중량비: 0.31 lbf/lb

무장

Line drawing of F-84C

- 6 × .50 in (12.7 mm) M2 Browning machine guns, 300 rpg
- Up to 4,450 lb (2,020 kg) of rockets and bombs, including 1 × 마크 7 핵폭탄

항공전자장비
- A-1CM or A-4 gunsight with APG-30 or MK-18 ranging radar

## 같이 보기
- F-86 세이버 - 한국전쟁 당시 미그 15는 세계 최초의 후퇴익 전투기였다. 1947년 실전배치된 썬더제트는 후퇴익은 아니며, 1949년 실전배치된 세이버가 후퇴익이다. 1955년 한국 공군은 세이버 5대를 도입, 최초의 제트전투기를 보유한다. 이후 1968년 F-5가 도입될 때까지, 세이버는 한국 공군의 주력 전투기였다.
- 글로스터 미티어
- F9F 팬서